# 矢口真里
矢口 真里（やぐち まり、1983年（昭和58年）1月20日 - ）は、日本の歌手、タレント、元ハロー!プロジェクトメンバー。モーニング娘。の元メンバー（2期）で、3代目リーダーを務めた。ミニモニ。の初代リーダー、タンポポの元メンバーでもある。
神奈川県横浜市泉区（出生当時は戸塚区）出身。血液型A型。身長144.8 cm。アップフロントクリエイト所属。元夫は俳優の中村昌也。

## 略歴
1998年
- 5月、保田圭、市井紗耶香とともにモーニング娘。の2期メンバーとして加入。
- 10月、石黒彩、飯田圭織とグループ内ユニット「タンポポ」を結成。
- 12月31日、モーニング娘。として、第40回日本レコード大賞最優秀新人賞を受賞。同時に、『NHK紅白歌合戦』に初出場を果たす。

2000年
- 7月、辻希美、加護亜依と3人組ユニット「ミニモニ。」を結成し、リーダーを務める。後に「ミニモニ。」は「ココナッツ娘。」のミカを加えた4人ユニットになる。

2001年
- 1月、「ミニモニ。」が正式デビュー。
- 4月、中澤裕子の後任として、『オールナイトニッポンスーパー』のパーソナリティに就任。

2002年
- 9月23日、飯田圭織、加護亜依とともに『タンポポ』を卒業。

2003年
- 2月、「ミニモニ。」を卒業。
- 4月、改編による「スーパー」枠の消滅に伴い、オールナイトニッポンとしては終了。『あなたがいるから、矢口真里』へリニューアル。
- 5月5日、保田圭（初代サブリーダー）のグループ卒業の後を受けて、モーニング娘。の2代目サブリーダーに就任。
- 7月、「ZYX」結成。リーダーとなる。
- 8月、「ROMANS（ロマンス）」を結成。ハロー!プロジェクト初のセクシー系ユニット。
- 9月、モーニング娘。が一時的に分割され、矢口は安倍なつみ率いる「モーニング娘。さくら組」に加入。
- 10月5日、バラエティ番組『笑う犬の太陽』（フジテレビ系）にレギュラー出演。

2004年
- 1月25日、安倍なつみの卒業に伴い、「モーニング娘。さくら組」の2代目リーダーに就任。
- 10月5日、エンターテイメント情報番組『やぐちひとり』（テレビ朝日）放送開始。劇団ひとりとともにメインパーソナリティを務める。

2005年
- 1月30日、飯田圭織（2代目リーダー）のグループ卒業の後を受けて、モーニング娘。の3代目リーダーに就任。
- 4月10日、モーニング娘。メンバーとしては最後になったコンサートが大阪厚生年金会館大ホールで行われた。
- 4月14日、翌日発売の写真週刊誌『FRIDAY』に、矢口と小栗旬の連泊した写真記事が掲載され、矢口はモーニング娘。を脱退することが発表された。
- 7月、愛・地球博パートナーシップ事業イベント『Hello! Project 2005 夏の歌謡ショー —'05 セレクション!コレクション!—』にMCとして出演。以降2年間は、コンサート・スポーツフェスティバルでは司会としての参加となる。
- 12月、『週刊プレイボーイ』（集英社）にて対談連載「でっかいあなたに会いに行くのだ!」開始。

2006年
- 1月30日、ドラマ『銭湯の娘!?』（MBS・TBS系）で連続ドラマ初主演。

2008年
- 11月14日、アメーバブログにて『矢口真里オフィシャルブログ 初心者です。』を開設。3日後にはブログランキング1位を記録した。

2009年
- 3月25日、フジテレビ系『クイズ!ヘキサゴンII』より4年ぶりとなるCD「青春 僕/青春 俺」が発売。
- 3月、ハロー!プロジェクトを卒業。翌月より新ファンクラブM-line clubに所属。

2010年
- 3月19日、内装から新メニューに至るまで携わりプロデュースした『しゃぶしゃぶ温野菜』六本木店がオープンした。

2011年
- 1月28日、ほかのモーニング娘。OG9名とともに「ドリームモーニング娘。」を結成。
- 5月21日、広島ALSOKホールでの『ドリームモーニング娘。 コンサートツアー2011 春の舞 〜卒業生 DE 再結成〜』のステージ上で、交際中の俳優・中村昌也との婚約を発表。
- 5月22日、俳優の中村昌也と結婚。区役所に婚姻届を提出 、東京都内のホテルで、結婚報告の記者会見を二人揃って行った。

2013年
- 5月下旬、同年2月に自宅にて元モデルの男性と不倫中に、夫の中村が丁度帰宅した所、不倫男性と自宅で鉢合わせとなったことが、女性週刊誌『女性セブン』及び『週刊女性』の報道にて発覚。当時前代未聞の不倫騒動として大きな話題となる。
- 5月30日、中村との離婚届を区役所に提出し、離婚が成立。
- 6月24日までに前述の不倫問題の影響により全てのレギュラー番組を降板。雑誌コラムも連載打ち切りとなり、メディアへの露出がゼロとなった。5月時点においてレギュラー番組3本、CM1本、雑誌の連載1本のレギュラーに出演していた。
- 10月1日、所属事務所をアップフロントプロモーションからアップフロントクリエイトへ移籍。
- 10月13日、所属事務所より正式に無期限の芸能活動の休止を公表した。また同日、5月15日以来5か月ぶりに自身のブログに「皆さんへ」の題名で更新した。

2014年
- 9月13日、『めちゃ2イケてるッ!』に電話で“出演”。電話ではあるがメディアへの出演は露出がゼロとなって以来約1年4か月ぶりとなった。
- 10月23日、『情報ライブ ミヤネ屋』に生出演、約1年5か月ぶりに芸能活動を再開。不倫問題について謝罪し、「すべて私が悪い」と非は自身にあると認めた。離婚後も、元モデルの男性と同居しているが、再婚は考えていないとした。
- 12月10日、『めちゃ2ユルんでるッ!』に生ゲスト出演。復帰後の初のバラエティ番組出演となった。

2015年
- 3月22日、元モーニング娘。の辻希美、高橋愛とともに、新ユニット「脱毛娘。」始動記者会見に出席。しかし3か月で降板。
- 6月24日、『テレ東音楽祭（2）』（テレビ東京）で、モーニング娘。OGメンバーとして約3年ぶりにパフォーマンスを行った。
- 7月26日、『FNS27時間テレビ めちゃ2ピンチってるッ! 1億2500万人の本気になれなきゃテレビじゃないじゃ〜ん!!』にモーニング娘。OGメンバーとして出演。
- 8月6日、「ベスト傾奇ニスト2015」を受賞。

2016年
- 3月30日より、自身が出演した日清食品のカップヌードルのCMがテレビ放映開始されたが、視聴者から苦情が殺到したため、4月7日にCMが打ち切りとなり、日清食品は特設ウェブサイト上で『お詫び文』が掲載された。理由として、「矢口の不倫ネタに対する苦情が多かったのではないか?」と推測されている。

2017年
- 12月3日、自身が総合プロデュースするアイドルフェス『やぐフェス』を開催。SKE48らが出演。
- 12月31日、『ももいろ歌合戦』に出場。

2018年
- 3月26日、一般男性（元モデル）と2度目の結婚。結婚発表後初の番組出演となる『矢口真里の火曜The NIGHT』で肉声発表した。
- 12月2日、2回目となる『やぐフェス』を開催。佐々木彩夏（ももいろクローバーZ）・DJ KOOらが初出演。
- 12月31日、『ももいろ歌合戦』に2回目の出場（藤本美貴とモーニング娘。OGとして）。

2019年
- 3月28日、沖縄県で結婚式を挙げた。
- 4月3日（2日深夜）、レギュラー出演しているAbemaTVの生放送番組『矢口真里の火曜The NIGHT』内で、妊娠していることを発表した。
- 8月9日、第1子となる男児を出産したことを、8月11日に自身のInstagramで発表した。

2020年
- 3月30日、手島優とともにYouTubeにて「矢口真里と手島優のやぐてじチャンネル」を開設。

2021年
- 2月18日、YUBIWAZAより発祥のゲームアプリ『妻のビキニ』に登場。条件を達成すると15年ぶりに撮り下ろしたビキニ写真を見られる。
- 5月11日、自身のYouTubeチャンネルを通じて、第2子妊娠を発表した。
- 10月1日、第2子となる男児を出産したことを、10月4日に自身のInstagramで発表した。

## 人物
- 2010年に、自動車の運転免許証を取得している[38]。

- 2005年10月からフジテレビ系列クイズ!ヘキサゴンIIにレギュラー出演。番組初期は準レギュラーとして不定期で出演していたが、2008年半ば頃からはレギュラーとしてほぼ毎回のように出演。ハロープロジェクトの後輩でもある里田まいや2009年6月からは新たに辻希美が出演するようになり、ミニモニコンビで共演していた。番組の成績は初期の頃は最後列で里田と最下位争いをしたこともあったが、レギュラーになって以降の成績はほぼ真ん中辺りの成績だった。2009年3月にはモー娘。脱退以来4年ぶりにシングル「青春 僕/青春 俺」をエアバンドとの両A面シングルで発表し、同時にソロデビューを果たした。2010年12月に辻は産休のため降板したが、矢口は里田と共に最終回まで出演した。

- 趣味は漫画を読むこと。『ONE PIECE』の2007年公開の映画『ONE PIECE エピソードオブアラバスタ 砂漠の王女と海賊たち』で応援団となる[39]。他にも『20世紀少年』、『NANA』、『天使なんかじゃない』などを愛読している[40]。
- フィギュアも多く集めている。『怪物くん』や『ONE PIECE』シリーズなど[41]。
- ゲーマーであり、週刊ファミ通では長らく連載コーナーを持っていた（2013年6月20日発売号を以って連載が事実上打ち切り[15]）。セガより2010年春に発売されたプレイステーション3のゲームソフト『龍が如く4 伝説を継ぐもの』で、マッサージ嬢のマリ役として登場した[42]。
- 妹がいる[43]。
- ペットとして犬を飼っている。犬種はヨークシャー・テリアで名前は「クッキー」[44]。
- 吉田拓郎の大ファンで、矢口が強く希望して吉田と『JUNON』誌上でデート対談をしたことがある[45]。
- 2022年12月16日、神奈川県川崎警察署の一日警察署長に就任した[46]。
- 2023年2月14日、埼玉県川越警察署の一日警察署長に就任した[47]。

## 作品

### シングル
- 青春 僕/青春 俺（2009年3月25日、hachama） - エアバンドとの両A面シングル
- 風をさがして（2010年1月13日、avex trax） - 「矢口真里とストローハット」名義

### 配信シングル
- 白いHeLLO gOOdbye（2019年2月13日、UP-FRONT WORKS） - 作詞・作曲：大森靖子

### 映像作品
- ラブハロ! 矢口真里DVD（2003年7月16日、zetima）
- アロハロ! 矢口真里・辻希美DVD（2006年11月22日、zetima）

## 出演

### テレビドラマ
- モーニング娘。の愛物語（2000年1月4日 - 3月29日、テレビ東京） - 真里 役
- こちら本池上署 #6（2003年5月19日、TBS） - 立花瞳 役
- 銭湯の娘!?（2006年1月30日 - 3月31日、毎日放送） - 水沢ユメ 役（連続ドラマ初主演）
- ギャルサー（2006年4月15日 - 6月24日、日本テレビ） - ユリカ（西園寺麗華）役（ゴールデンの連続ドラマ初レギュラー）
- アベレイジ 「売り切れの憂鬱」（2008年3月28日、フジテレビ） - 女客4 役
- アベレイジ2 「サプライズの憂鬱」（2008年10月10日、フジテレビ） - 矢口マリコ 役
- ATARU #6（2012年5月20日、TBS） - 結婚式の花嫁 役
- 武道館 #5（2016年3月5日、フジテレビ） - 矢口真里（本人）役[48]
- 青の時代 名曲ドラマシリーズ「モーニング娘。“LOVEマシーン”」（2017年3月26日、NHK BSプレミアム） - 工員A 役

### テレビアニメ
- ONE PIECE #426 - #429（2009年11月15日 - 12月6日、フジテレビ） - ヨーコ 役
- デジモンクロスウォーズ #25（2011年2月1日、テレビ朝日） - パンバチモン 役

### バラエティ、その他

#### 現在のレギュラー
- 教えて!アプリ先生 → 話題のアプリ ええじゃないか! → ええじゃないか!!（2016年4月6日 - 、TOKYO MX） - MC

### クイズ番組
- ネプリーグ (2005年6月13日)

### ラジオ
- タンポポ編集部 OH-SO-RO!（2000年10月3日 - 2002年9月17日、TBSラジオ）
- 矢口真里のallnightnippon SUPER!（2001年4月19日 - 2003年3月27日、ニッポン放送）
- あなたがいるから、矢口真里（2003年4月6日 - 2005年3月27日、ニッポン放送）
- TBC FUNふぃーるど・モーレツモーダッシュ（2005年8月15日 - 19日、東北放送）
- 矢口&やまけんのラジオ・グランドライン（2007年7月4日 - 2008年1月1日、S-cast.net / ネット配信ラジオ音泉でも毎週水曜に配信）
- Ame radio〜矢口真里のラジオは上級者です。〜（2009年4月5日 - 9月27日、NACK5）
- 20周年モーニング娘。のMBSヤングタウン（2017年12月30日、MBSラジオ）[52] - 吉澤ひとみ・道重さゆみ・田中れいなと共演
- ガブリナ（2018年5月29日 - 2019年1月19日、KBCラジオ） - 週替わりスペシャルガブリ〜ナ（第5火曜日）

### CM
- 任天堂「Wiiウェア」（2009年）
- MOSDO!（2009年、ミスタードーナツとモスバーガーの共同事業）
- アメーバピグ「京都へおでかけ」編、「バク宙」編、「無視される」編（2010年）
- ネットDE有馬記念（2010年、インターネット宣伝）
- 日本ケンタッキー・フライド・チキン「香味チキン」（2012年）
- ゼリア新薬工業「新ウィズワン」（2012年） - 辻希美と共演[20]
- 日清食品 カップヌードル「OBAKA's大学に春が来た!」篇（2016年3月30日 - 2016年4月7日）[53]
- 出前館「出前館×AbemaTV」（2018年12月 - 2019年1月） - 『矢口真里の火曜The NIGHT』との番組タイアップCM[54]

### 映画
- レズパラ（1997年） - ドリス 役（吹き替え）
- モーニング刑事。抱いてHOLD ON ME!（1998年）
- ピンチランナー（2000年） - 神崎知子 役
- ナマタマゴ（2002年）
- ミニモニ。じゃムービー お菓子な大冒険!（2002年）
- 劇場版とっとこハム太郎 第1弾〜第3弾（2001 - 2003年） - 声優
- 映画 ふたりはプリキュア Max Heart 2 雪空のともだち（2005年） - 声優
- ONE PIECE エピソードオブアラバスタ 砂漠の王女と海賊たち（2007年3月3日） - 声優
- カンフーくん（2008年3月29日） - 小学生に扮した文部省潜入捜査官「さゆり」役
- センター・オブ・ジ・アース（2008年10月25日） - ハンナ（アニタ・ブリエム）役（吹き替え）
- 星砂の島のちいさな天使 〜マーメイドスマイル〜（2010年6月19日） - 矢野口真里 役

### ゲーム
- 龍が如く4 伝説を継ぐもの（2010年3月18日） - マッサージ嬢 役
- クイズ!ヘキサゴンII（2010年7月22日） - 矢口真里（本人）役
- 少女とドラゴン〜幻獣契約クリプトラクト〜 - 水兵シャロル 役[55][56][57]

### ネット配信
- 矢口の素（BeeTV）
- コカ・コーラ・パークTV（ヤグラジによる放送、コカ・コーラ・パーク）
- やぐちひとりSHOW（2011年4月26日 - 10月18日、ニコニコ生放送）
- 女子力cafe〜やぐちんげ〜る〜（2011年10月5日 - 2013年5月、アメーバスタジオ）[15][50]
- 矢口日和（2016年4月6日 - 、SHOWROOM） - 不定期配信
- 矢口真里の火曜The NIGHT（2016年4月12日 - 2022年12月27日[58]、ABEMA SPECIAL）
- 輝け!AbemaTV AWARDS（2016年12月31日・2017年12月29日・2018年12月30日[59]、ABEMA SPECIAL） - AWARDプレゼンター
- 矢口真里のカミダの実（2017年9月6日 - 2018年2月14日、K'z Station）
- REA(L)OVE（2018年4月27日配信（全9話）、Netflix） - アシスタント
- X The NIGHT 2周年記念SP（2018年4月29日、ABEMA SPECIAL）[60][61]
- GACKTプロデュース!POKER×POKER〜業界タイマントーナメント（2018年5月 #2 - #4〈5月大会〉・12月 第1回グランドチャンピオン大会、ABEMA SPECIAL）
- Merry ボートレース GRAND PRIX（2019年12月22日、ABEMA BOATRACEチャンネル）[62]
- QUIZOOM（2020年5月4日 - 6日、ABEMA GOLD） - チャレンジャー[63]
- みんなのパチンコフェスON LINE 28時間 真夏のパチンコ頂上決戦（2021年8月13日 - 14日、日本遊技機工業組合） - 青組キャプテン[64]
- 元モーニング娘。矢口真里さんと初対談!!普段聞けないウラ話も!!（2022年2月、子育てポケットYouTubeチャンネル）
- ウマきゅん（2022年 - 、大井競馬場公式YouTubeチャンネル） - 不定期出演[65]
- イースタンVSウエスタン - ポジション争奪全速ターン! -（2022年6月12日、ABEMA BOATRACEチャンネル）[66]
- ABEMA BOATRACE CRUISE in 六本木 vol.1（2022年12月9日、ABEMA BOATRACEチャンネル）[67]
- みんなのパチンコフェス2023（2023年11月4日、日本遊技機工業組合／KIBUN PACHI-PACHI委員会）- MC[68]

### コンサート
- 保田圭&矢口真里 Special Live 2010 〜君に届け13年目への感謝!!〜（2010年5月27日、LIQUIDROOM ebisu） - デビュー12周年を記念したスペシャルライブ
- THE GREAT ROCK 'N' ROLL SEKIGAHARA 2017 「氣志團万博 vs VAMPARK FEST」（2017年4月15日、 幕張メッセ 国際展示場） - モーニング娘。OG（保田圭・矢口真里・石川梨華・吉澤ひとみ・藤本美貴）として出演[69]
- Hello! Project 20th Anniversary!! Hello! Project ひなフェス 2018「モーニング娘。20th Anniversary!! プレミアム」（2018年3月31日、パシフィコ横浜 展示ホールA/B）[70] - ゲスト出演
- Hello! Project 20th Anniversary!! Hello! Project 2018 SUMMER 〜ALL FOR ONE〜/〜ONE FOR ALL〜（2018年8月4日・5日、中野サンプラザ、計2公演 / 18日、わくわくホリデーホール / 2会場3公演） - ゲスト出演[71]
- Hello! Project 20th Anniversary!! Hello! Project 2019 WINTER 〜YOU & I〜/〜NEW AGE〜（2019年1月12日、中野サンプラザ、昼公演 / 2月16日、上野学園ホール / 2会場2公演） - ゲスト出演[72]
- やぐフェス〜アイドルを原宿で見るか、アベマでみるか〜（2017年 - ）
- ゆく桃くる桃 〜第1回 ももいろ歌合戦〜（2017年12月31日、パシフィコ横浜 国立大ホール）
- ゆく桃くる桃 〜第2回 ももいろ歌合戦〜（2018年12月31日、パシフィコ横浜 国立大ホール） - モーニング娘。OG（矢口真里&藤本美貴）として出演[73]
- Hello! Project 25th ANNIVERSARY CONCERT「ALL FOR ONE & ONE FOR ALL!」ACT I（2023年9月10日、国立代々木競技場 第一体育館）[74]
- モーニング娘。'23 コンサートツアー秋「Neverending Shine Show」SPECIAL（2023年11月28日、横浜アリーナ） - ゲスト出演

### イベント
- 「あなたがいるから矢口真里」公開イベントMr.インクレディブルスペシャル!（2004年11月23日、ニッポン放送 イマジンスタジオ）
- 6月度ハロー!プロジェクト ファンクラブ限定イベント（2005年6月14日・15日、パシフィックヘブン）
- カジュアルディナーショー（2005年8月4日 - 不定期開催、広尾ラ・クロシェット）
- ファンの集い特別バージョン〜矢口真里編〜（2006年10月21日、新木場STUDIO COAST）
- 矢口真里ファンの集い 〜お誕生日スペシャル in 日本青年館〜（2007年1月23日、日本青年館）
- 集英社「ちっちゃい矢口真里のでっかいあなたに会いに行くのだ!!」発売記念 握手会（2007年6月26日、福家書店銀座店）
- 福島競馬場（2008年福島記念開催日）
- 卒業するヤツら限定! 矢口真里・エアバンド『青春』熱唱ライブ!（2009年3月5日、東放学園ミュージックカレッジ）
- 矢口真里、エアバンド「青春イベント」ミニライブ&握手会（川崎）（2009年3月28日、ラゾーナ川崎）
- 矢口真里「青春 僕」発売記念ミニライブ&握手会（大阪・名古屋）（2009年4月3日、千里セルシー / 2009年4月11日、アスナル金山）
- やぐフェス（2017年12月3日、原宿アストロホール[注 1] / 2018年12月2日、品川インターシティホール）[75] - 総合プロデュースも兼ねる
- Hello! Project 25周年 モーニング娘。2期 保田圭・矢口真里Presents「2(に)」（2023年5月26日、I'M A SHOW）[76]

### 舞台
- CRY FOR HELP!〜宇宙ステーション近くの売店にて〜（2006年8月2日 - 16日、石丸電気SOFT2）
- くたばれ!ヤンキース 〜ダム ヤンキース〜（2007年5月25日 - 6月6日、青山劇場） - 新聞記者のグロリア・ソープ 役
- きっと長い手紙 〜かもめ郵便局物語〜（2007年9月26日 - 10月7日、本多劇場） - 由香 役（主演）
- 吉本コメディ2007（2007年10月24日、なんばグランド花月） - ゲスト出演
- わらしべ夫婦双六旅（2008年2月1日 - 25日、新橋演舞場）
- 吉本コメディ2008（2008年7月29日、なんばグランド花月） - ゲスト出演
- 音楽朗読劇「イキヌクキセキ〜十年目の願い〜」（2013年4月10日 - 13日、東京グローブ座）

## 書籍

### 写真集
- ヤグチ（2002年2月7日、ワニブックス、撮影：橋本雅司） - ISBN 978-4847026973 （モーニング娘。ソロ写真集シリーズ）
- ラブハロ!矢口真里写真集（2003年7月2日、角川書店、撮影：熊谷貫） - ISBN 978-4048536578
- OFF（2004年6月12日、ワニブックス、撮影：橋本雅司） - ISBN 978-4847028106

### 雑誌連載
- ちっちゃい矢口の でっかいあなたに会いにいくのだ（2005年50号 - 2007年2・3合併号、週刊プレイボーイ、集英社）
- サトリーヌの思し召し（2008年 - 2009年4月、DIME） - 里田まいとのリレー連載
- 矢口真里のマンガ読もうよ!（2007年10月 - 2009年1月、ソフトバンクモバイルフリーペーパー「+magazine」）
- 矢口真里のセンチメンタルおもちゃ好き（2008年6月 - 、ハイパーホビープラス）
- ゲーマーです。（2009年4月 - 2013年6月休載、週刊ファミ通）[15]

### エッセイ・コラム
- おいら—MARI YAGUCHI FIRST ESSAY（2003年10月10日、ワニブックス） - ISBN 978-4847015021
- ちっちゃい矢口真里のでっかいあなたに会いに行くのだ!!（2007年6月25日、集英社） - ISBN 978-4087804706

## 過去の参加ユニット
- モーニング娘。（1998年加入 - 2005年）
- タンポポ（1998年 - 2002年）
- シャッフルユニット
  - 青色7（2000年）
  - 7人祭（2001年）
  - セクシー8（2002年）
  - 11WATER（2003年）
  - H.P.オールスターズ（2004年）
- ミニモニ。（2000年 - 2003年）
  - ミニハムず（2001年）
  - バカ殿様とミニモニ姫。（2002年）
  - ミニモニ。と高橋愛＋4KIDS（2002年）
- ビーナスムース（2002年 グリコムースポッキーのCMキャラクター）
- ZYX（2003年 - 2009年）
- ROMANS（2003年）
- モーニング娘。さくら組（2003年 - 2005年）
- 矢口真里とストローハット（2009年 - 2013年）
- アフタヌーン娘δ（2010年 日本コカ・コーラジョージアのCMキャラクター）
- ドリームモーニング娘。（2011年 - 2013年）